# Euplectrus noctuidiphagus
Euplectrus noctuidiphagus är en stekelart som beskrevs av Keizo Yasumatsu 1953. Euplectrus noctuidiphagus ingår i släktet Euplectrus och familjen finglanssteklar.
Artens utbredningsområde är:
- Nepal.
- Taiwan.

Inga underarter finns listade i Catalogue of Life.